# SBS M
SBS M anciennement SBS MTV est une chaîne de télévision musicale sud-coréenne appartenant à SBS.

## Programmes
- KSTAR News 840
- Inkigayo
- Running Man
- K-pop Star
- Channel Fiestar
- The Show
- The Stage Big Pleasure
- KPOP Hero
- MTV Hits
- SBS MTV KPOP 20
- After Hours
- Wake Up Call
- HITS : Classic
- FRESH : POP
- FRESH : K-POP
- LIVE 4 U
- I GOT7

## Présentateurs
- Nara
- Supasize
- Semi
- Seorak
- Kewnsung
- Hongwook
- MC Rhymer
- Seunggwang
- Sia
- Tim
- G-Ma$ta
- Jungmin
- Hanbyul
- Janet
- Joi
- Sara
- Bin
- Donemany
- Lee Eugene
- Yuri